# Esbiaat
Esbiaat  (in arabo اسبيعات‎?) è un centro abitato e comune rurale del Marocco situato nella provincia di Youssoufia, regione di Marrakech-Safi. Conta una popolazione di 14 986 abitanti (censimento 2014).